# Зембово (Куявсько-Поморське воєводство)
Зембово (пол. Zębowo) — село в Польщі, у гміні Оброво Торунського повіту Куявсько-Поморського воєводства.
Населення — 656 осіб (2011).
У 1975-1998 роках село належало до Торунського воєводства.

## Демографія
Демографічна структура станом на 31 березня 2011 року:
|          | Загалом | Допрацездатний вік | Працездатний вік | Постпрацездатний вік |
| -------- | ------- | ------------------ | ---------------- | -------------------- |
| Чоловіки | 355     | 94                 | 236              | 25                   |
| Жінки    | 301     | 65                 | 181              | 55                   |
| Разом    | 656     | 159                | 417              | 80                   |